# Judo ai III Giochi europei
Gli incontri di judo ai III Giochi europei si sono disputati il 1º luglio 2023 presso la Krynica-Zdroj Arena di Cracovia.

## Podi
| Specialità    | Oro | Argento                                                                                      | Bronzo |
| Squadre miste | Georgia Guram Tushishvili Eteri Lip'art'eliani Lasha Shavdatuashvili Eter Askilashvili Lasha Bekauri Sophio Somkhishvili | Germania Erik Abramov Seija Ballhaus Jano Ruebo Miriam Butkereit Martin Matijass Renee Lucht | Paesi Bassi Jelle Snippe Pleuni Cornelisse Koen Heg Sanne Van Dijke Jesper Smink Marit Kamps Italia Christian Parlati Odette Giuffrida Edoardo Mella Irene Pedrotti Nicholas Mungai Asya Tavano |

## Medagliere
| Pos.   | Paese       | Oro | Argento | Bronzo | Totale |
| ------ | ----------- | --- | ------- | ------ | ------ |
| 1      | Georgia     | 1   | 0       | 0      | 1      |
| 2      | Germania    | 0   | 1       | 0      | 1      |
| 3      | Italia      | 0   | 0       | 1      | 1      |
| 3      | Paesi Bassi | 0   | 0       | 1      | 1      |
| Totale | Totale      | 1   | 1       | 2      | 4      |